# اچ‌اس‌دی کلاس تی ۴۹۹.۰
اچ‌اس‌دی کلاس تی ۴۹۹٫۰ یک لوکوموتیو الکتریکی ساخت جمهوری چک است که در اصل برای استفاده سواری بین خطوط راه‌آهن طراحی شده‌است. دو لوکوموتیو از این نمونه توسط اچ‌کی‌دی به عنوان نمونه‌های اولیه ساخته شد، اما به دلیل وزن زیاد لوکوموتیو، لوکوموتیو هرگز وارد تولید انبوه نشد

## تاریخچه
در ابتدا لکوموتیوها به دلیل نیاز به استفاده از لوکوموتیوهای قدرتمند با موتور دیزل الکتریک برای خدمات سریع تولید شدند. ۲ نمونه اولیه بین سالهای ۱۹۷۴ و ۱۹۷۵ توسط اچ‌کی‌دی ساخته شد که لوکوموتیوها را به یک شرکت اجاره داد.

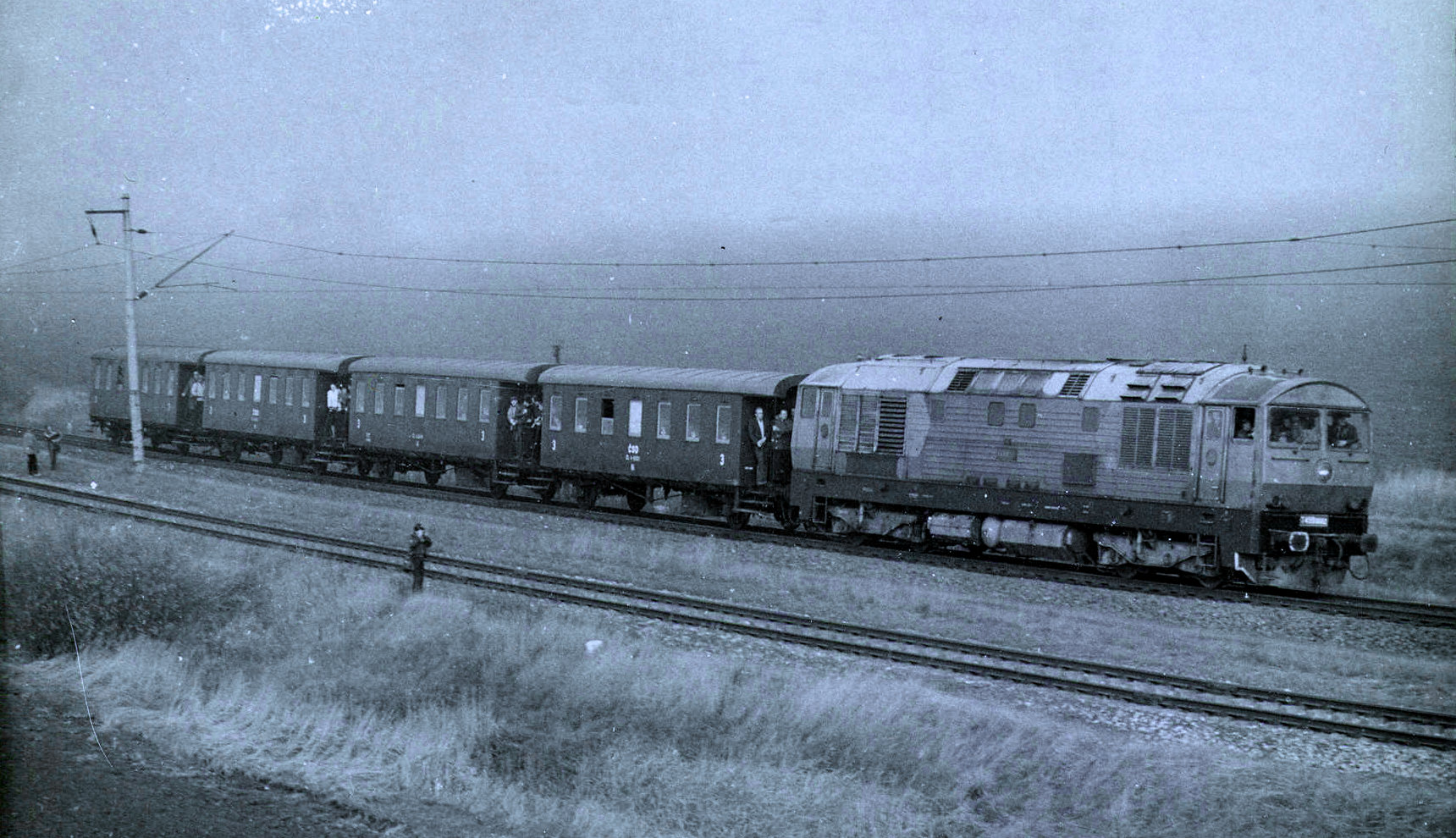
اچ‌اس‌دی ۴۹۹ در خطوط راه‌آهن جمهوری چک

در ابتدا این قطارها بین خطوط شهرهای پراگ و استراوا آزمایش شدند اگرچه این لوکوموتیو می‌توانست با سرعت بالایی حرکت کند اما این قطارها از مشکلات زیادی رنج می‌بردند. در سال ۱۹۷۶، به دلیل خرابی مکرر، دومین لوکوموتیو به تولیدکننده بازگردانده شد.
اولین لوکوموتیو تولید شده در نوامبر ۱۹۷۹، به دنبال آتش‌سوزی موتور، و دومین آن در مارس ۱۹۸۰ به دلیل نقص موتور از رده خارج شد. سپس این دو مورد توسط انستیتوی تحقیقات راه‌آهن چک خریداری و به مرکز تحقیقات منتقل شدند. اولین لوکوموتیو به عنوان منبع قطعات یدکی برای دومین قطار مورد استفاده قرار گرفت و قطار دوم سرانجام برای تست تصادف مورد استفاده قرار گرفت، سپس از بین رفت و بدین گونه این قطار منقرض شد.